# Vladimír Zedník
Vladimír Zedník, né le 1er février 1947 à Prague, est un joueur de tennis tchèque.
Il a atteint les quarts de finale de l'Open d'Australie en 1974.

## Palmarès

### Titre en simple messieurs
| No | Date       | Nom et lieu du tournoi              | Catégorie | Dotation | Surface      | Finaliste            | Score         |  |
| -- | ---------- | ----------------------------------- | --------- | -------- | ------------ | -------------------- | ------------- |  |
| 1  | 25-06-1978 | Tournoi de tennis de Berlin, Berlin |           | 50 000 $ | Terre (ext.) | Harald Elschenbroich | 6-4, 7-5, 6-2 |  |

### Finales en simple messieurs
| No | Date       | Nom et lieu du tournoi                | Catégorie | Dotation | Surface      | Vainqueur     | Score         |  |
| -- | ---------- | ------------------------------------- | --------- | -------- | ------------ | ------------- | ------------- |  |
| 1  | 21-01-1972 | Tournoi de tennis de Roanoke, Roanoke |           | NC $     | Dur (ext.)   | Jimmy Connors | 6-4, 7-6      |  |
| 2  | 24-07-1978 | Head Cup, Kitzbühel                   |           | 75 000 $ | Terre (ext.) | Chris Lewis   | 6-1, 6-4, 6-0 |  |

### Titres en double messieurs
| No | Date       | Nom et lieu du tournoi                       | Catégorie  | Surface      | Partenaire       | Finalistes                   | Score         |  |
| -- | ---------- | -------------------------------------------- | ---------- | ------------ | ---------------- | ---------------------------- | ------------- |  |
| 1  | 17-09-1973 | Tournoi de tennis de Los Angeles Los Angeles |            | Dur (ext.)   | Jan Kodeš        | Jimmy Connors Ilie Năstase   | 6-2, 6-4      |  |
| 2  | 22-10-1973 | Tournoi de tennis de Prague Prague           | Grand Prix | Terre (ext.) | Jan Kodeš        | Róbert Machán Balázs Taróczy | 6-3, 7-6      |  |
| 3  | 25-03-1974 | Palm Desert WCT Palm Desert                  |            | Dur (ext.)   | Jan Kodeš        | Raymond Moore Onny Parun     | 6-4, 6-4      |  |
| 4  | 29-01-1979 | Tournoi de tennis de Little Rock Little Rock |            | NC           | Vitas Gerulaitis | Phil Dent Colin Dibley       | 5-7, 6-3, 7-5 |  |

### Finales en double messieurs
| No | Date       | Nom et lieu du tournoi                     | Catégorie | Dotation | Surface      | Vainqueurs                           | Partenaire     | Score            |  |
| -- | ---------- | ------------------------------------------ | --------- | -------- | ------------ | ------------------------------------ | -------------- | ---------------- |  |
| 1  | 21-01-1972 | Tournoi de tennis de Roanoke Roanoke       |           | NC $     | Dur (ext.)   | Jimmy Connors Haroon Rahim           | Ian Crookenden | 6-4, 3-6, 6-3    |  |
| 2  | 20-02-1972 | US National Indoor Championships Salisbury |           | NC $     | Dur (int.)   | Andrés Gimeno Manuel Orantes         | Juan Gisbert   | 6-4, 6-3         |  |
| 3  | 13-06-1977 | Tournoi de tennis de Berlin Berlin         |           | 50 000 $ | Terre (ext.) | Hans Gildemeister Belus Prajoux      | Pavel Hutka    | Finale non jouée |  |
| 4  | 12-06-1978 | Tournoi de tennis de Bruxelles Bruxelles   |           | 50 000 $ | Terre (ext.) | Jean-Louis Haillet Antonio Zugarelli | Onny Parun     | 6-3, 4-6, 7-5    |  |